# Lyponia ochraceicollis
Lyponia ochraceicollis là một loài bọ cánh cứng trong họ Lycidae. Loài này được Pic mô tả khoa học năm 1923.